# Église Saint-Jean-Baptiste de Coutras
Pour les articles homonymes, voir Église Saint-Jean-Baptiste.
L'église Saint-Jean-Baptiste est une église catholique située dans la commune de Coutras, dans le département de la Gironde, en France.

## Localisation
L'église se trouve au centre de la ville, à proximité de l'hôtel de ville.

## Historique
Construit à l'origine au XIIe siècle, l'édifice de style roman a été augmenté de deux bas-côtés au XVe siècle et au XIXe siècle, sa façade ouest et son porche sont remplacés par une extension vers l'ouest de la nef et un nouveau porche surmonté d'un clocher de style néogothique, par l'architecte Charles Durand en 1874 ; il a été inscrit au titre des monuments historiques par arrêté du 21 décembre 1925 pour son abside et la coupole de la travée précédente.

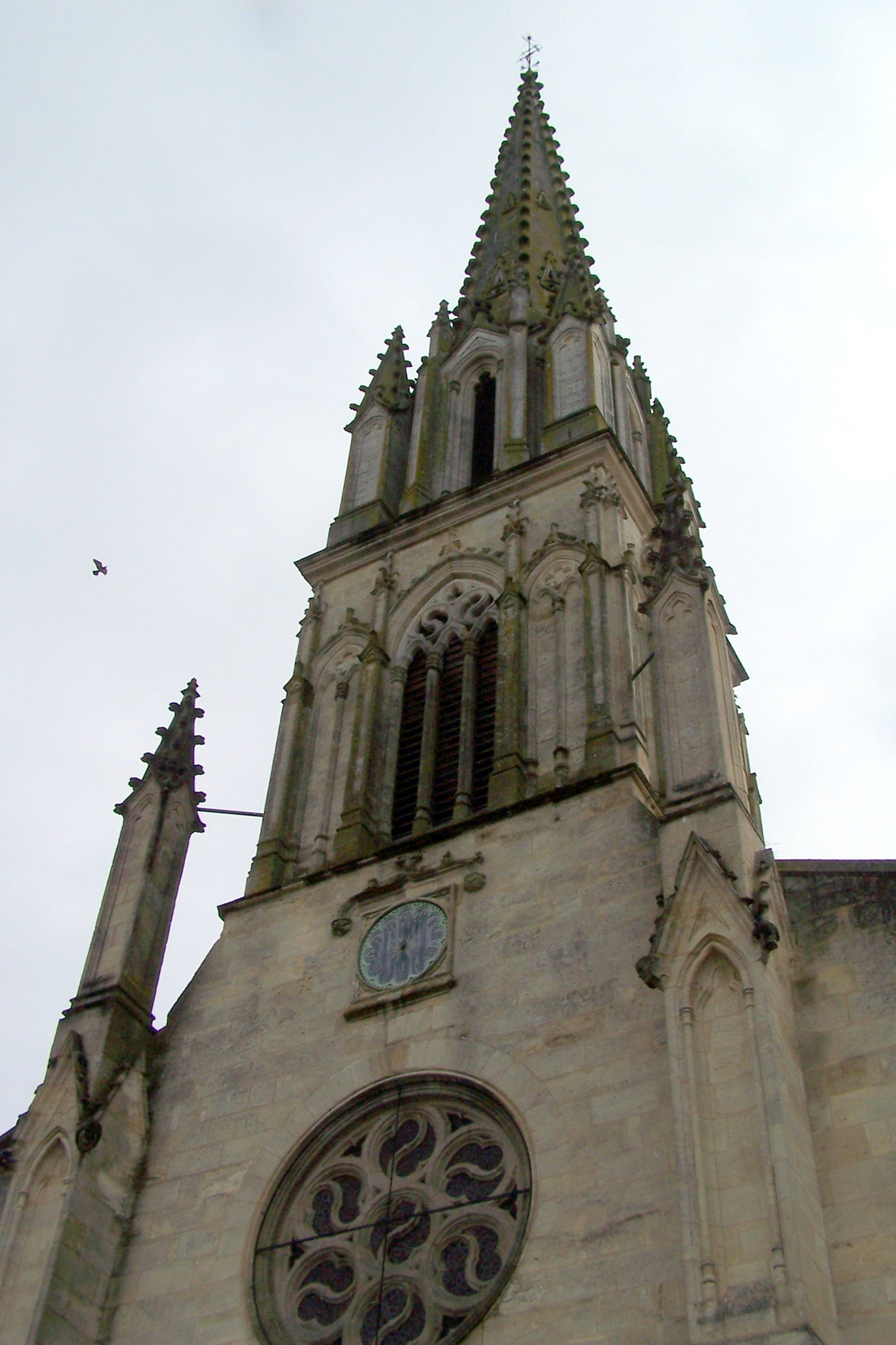
Le clocher néogothique (juin 2012)
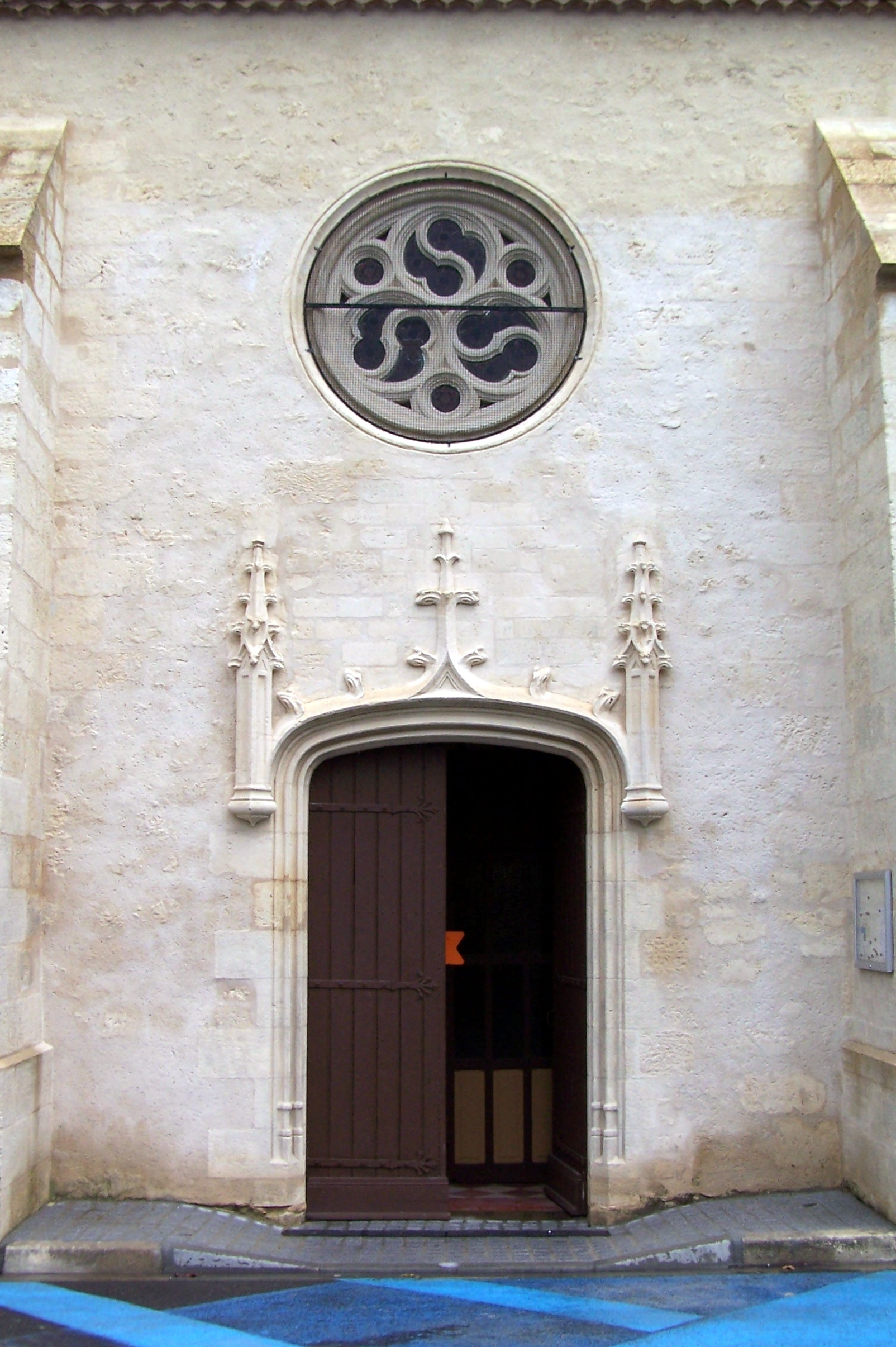
Portail latéral de la façade sud (juin 2012)
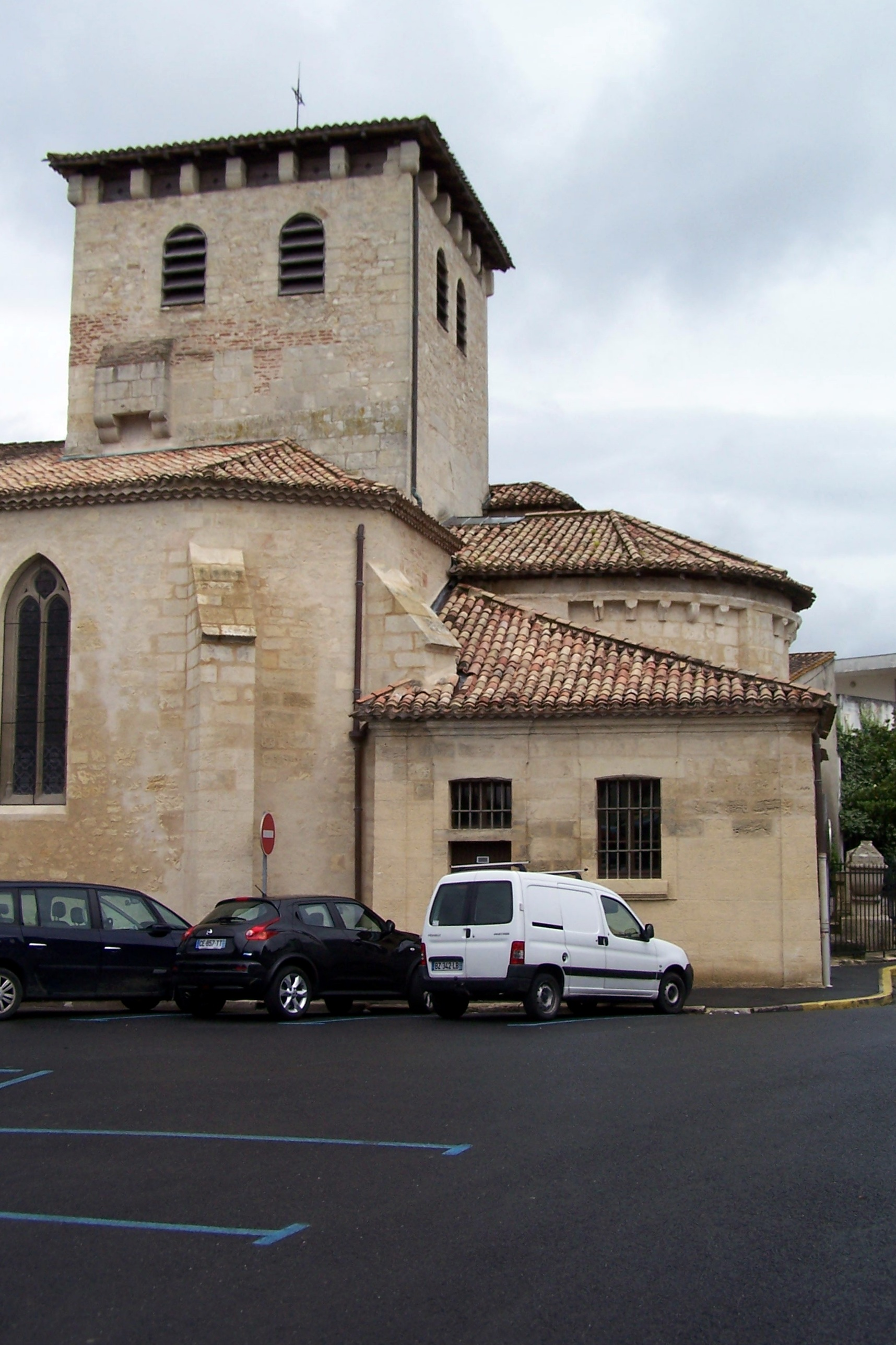
Vue sud du chevet roman (juin 2012)
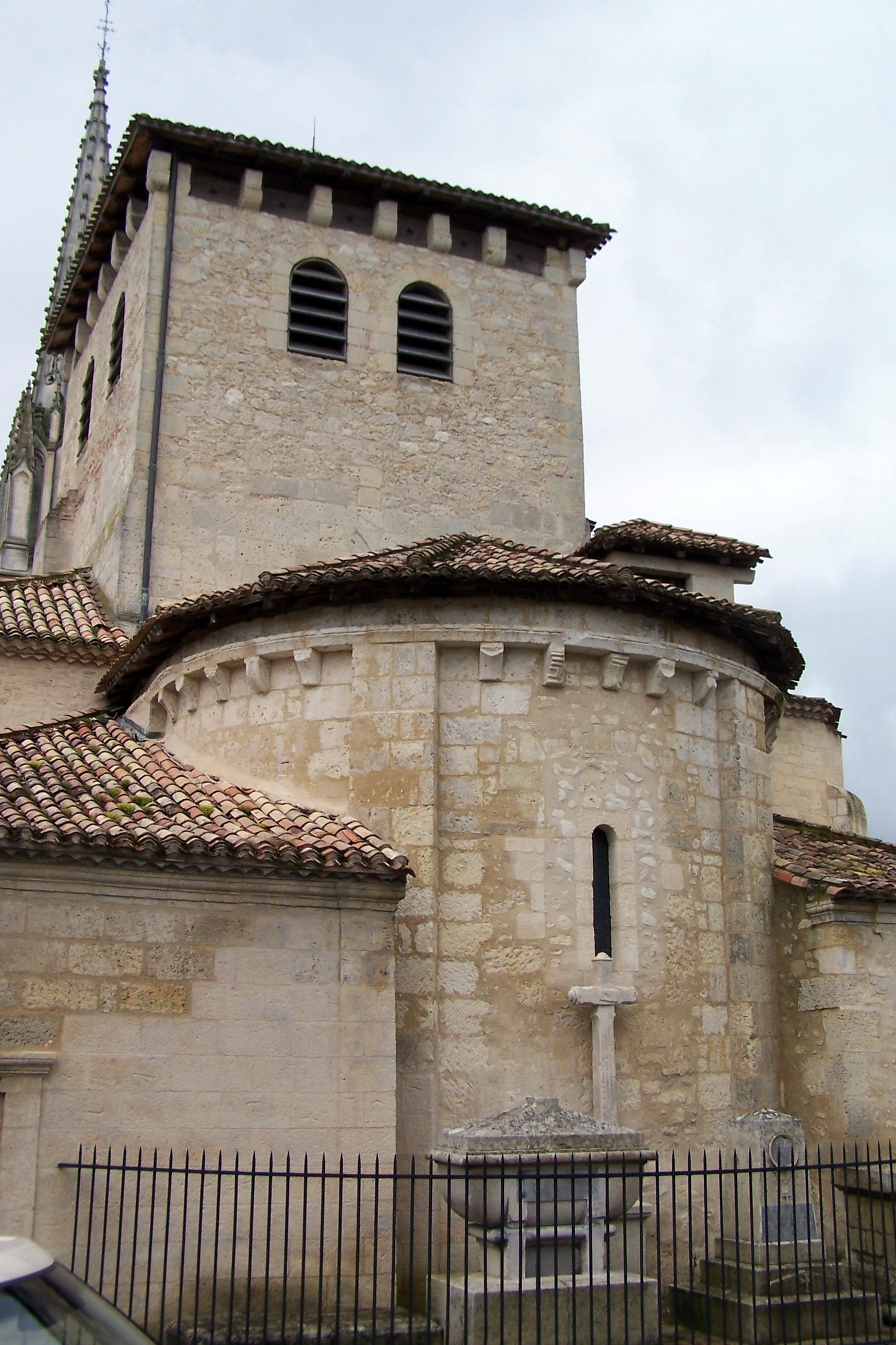
Vue est du chevet (juin 2012)
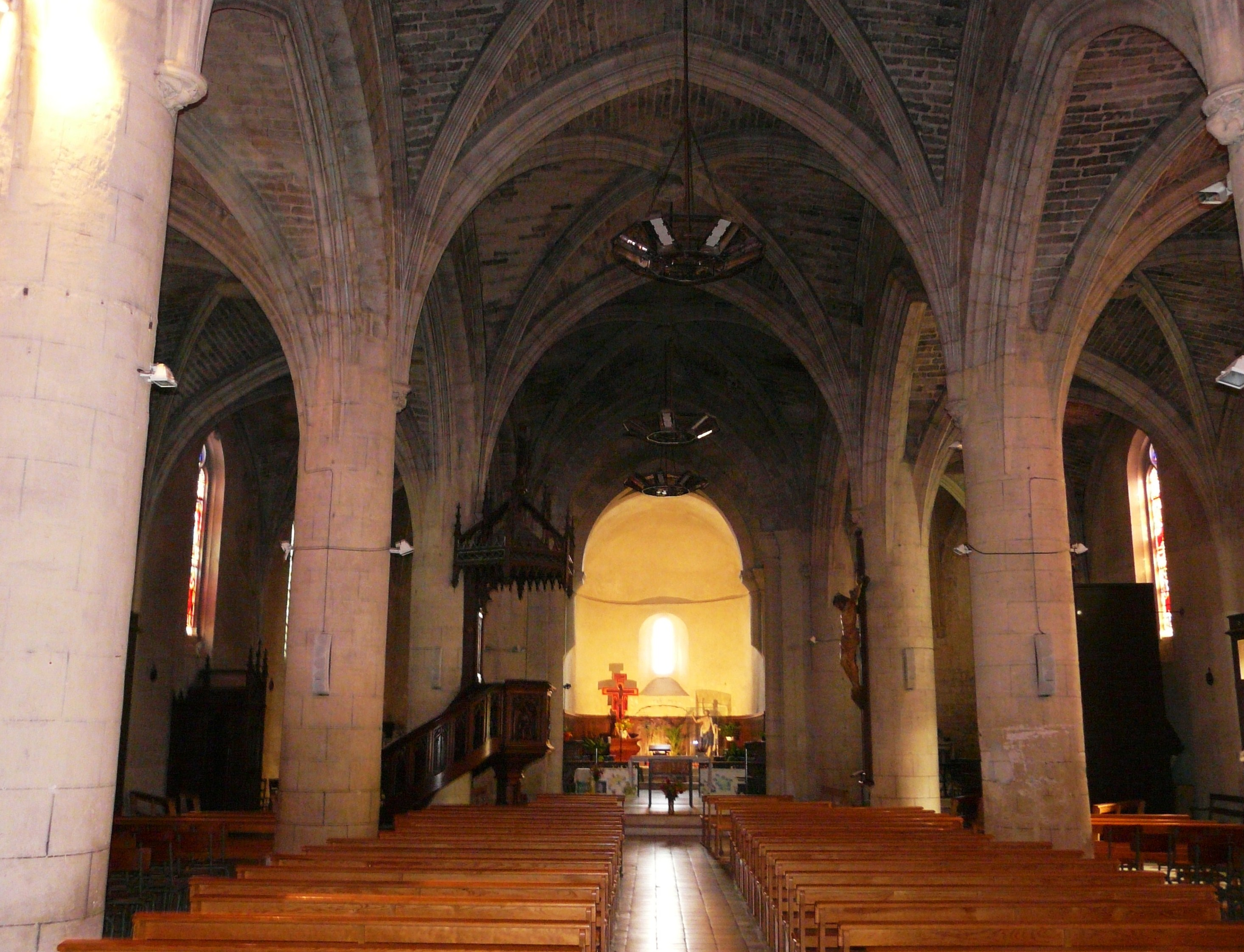
La nef (oct. 2008)